# Central (Macapá)
Central é um bairro do município brasileiro de Macapá, capital do estado do Amapá. Segundo o censo demográfico de 2022, realizado pelo Instituto Brasileiro de Geografia e Estatística (IBGE), sua população era de 13 810 habitantes e havia 4 525 domicílios particulares permanentes ocupados.
De acordo com o IBGE, em 2010 a população era de 17 798 habitantes e havia 4 831 domicílios particulares.
A região do atual bairro Central está situada onde se estabeleceram os primeiros habitantes de Macapá, dando origem ao núcleo urbano que foi transformado em cidade em 4 de fevereiro de 1758. A verticalização da localidade teve início no começo da década de 1950, configurando-se como importante centro comercial e administrativo.